# Église Saint-Aignan de Trévières
Pour les articles homonymes, voir Église Saint-Aignan.
L'église Saint-Aignan est un édifice catholique de fondation romane reconstruit au XIXe siècle, qui se dressent sur le territoire de la commune française de Trévières, dans le département du Calvados, en région Normandie. L'édifice est partiellement classé au titre des monuments historiques.

## Localisation
L'église est située dans le bourg de Trévières, dans le département français du Calvados.

## Historique
L'église est dédié à saint Aignan, évêque d'Orléans et a pour patron secondaire saint Exupère, premier évêque de Bayeux.
L'église a été construite au XIIe siècle.
En 1284, Guilbert de Trévières, écuyer, abandonne son droit de patronage qui est donné à l'abbaye de Montebourg.
En 1898 l'église, menacée d´effondrement, fut entièrement modifiée.
Le clocher a été détruit par un tir d´artillerie, le 8 juin 1944. Il a été reconstruit en 1953.

## Description
L'édifice est orienté vers l'ouest, ce qui est rare dans le monde catholique occidental.
La tour est la partie la plus ancienne, elle se compose d'un soubassement carré sur lequel s'élève un étage de style roman du XIIe siècle et d'un deuxième étage restauré en 1874, avec une flèche octogonale.

## Protection
Le clocher est classé au titre des monuments historiques depuis le 23 juillet 1909.

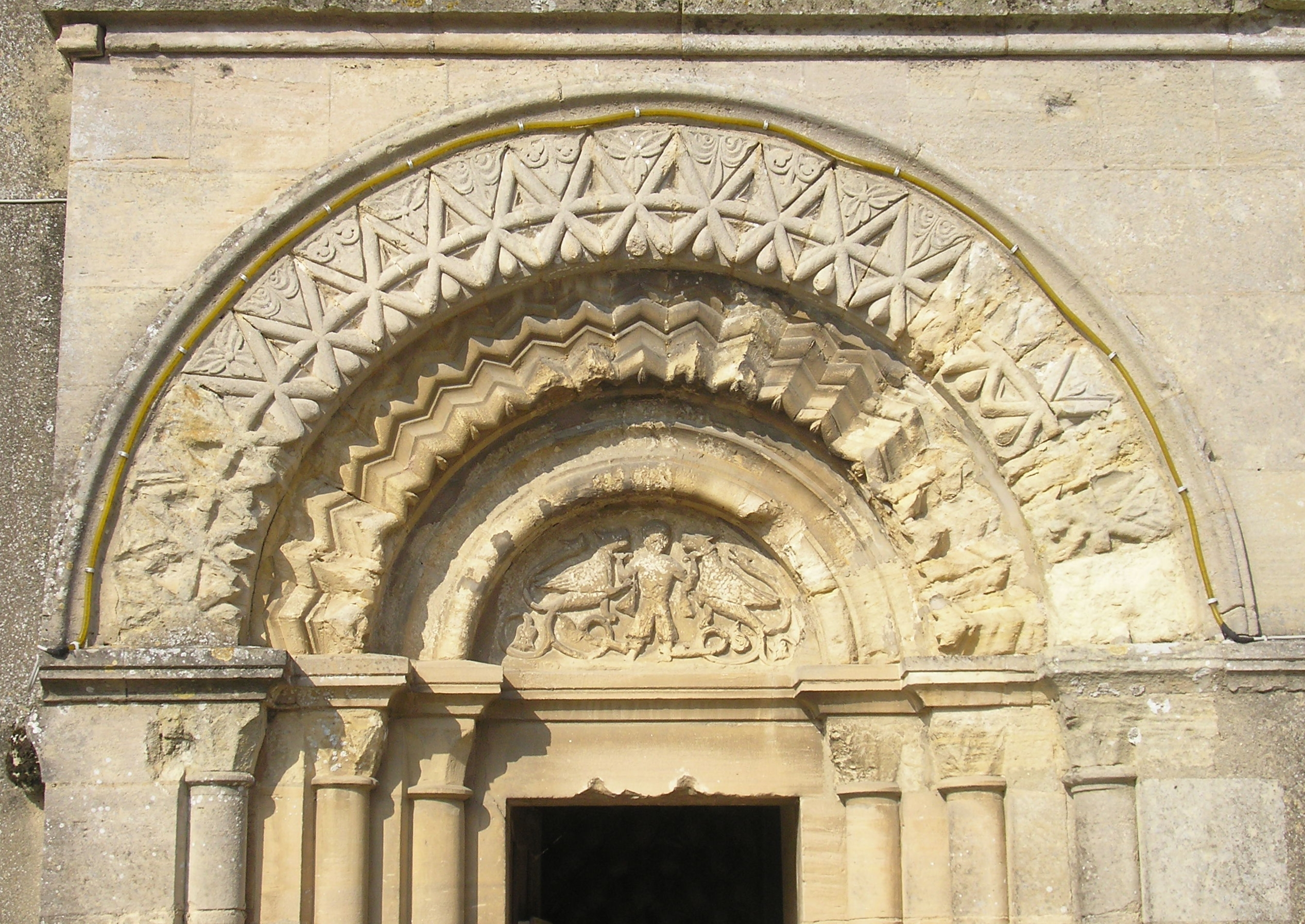
Le tympan du portail sud de la tour du XIIe siècle.
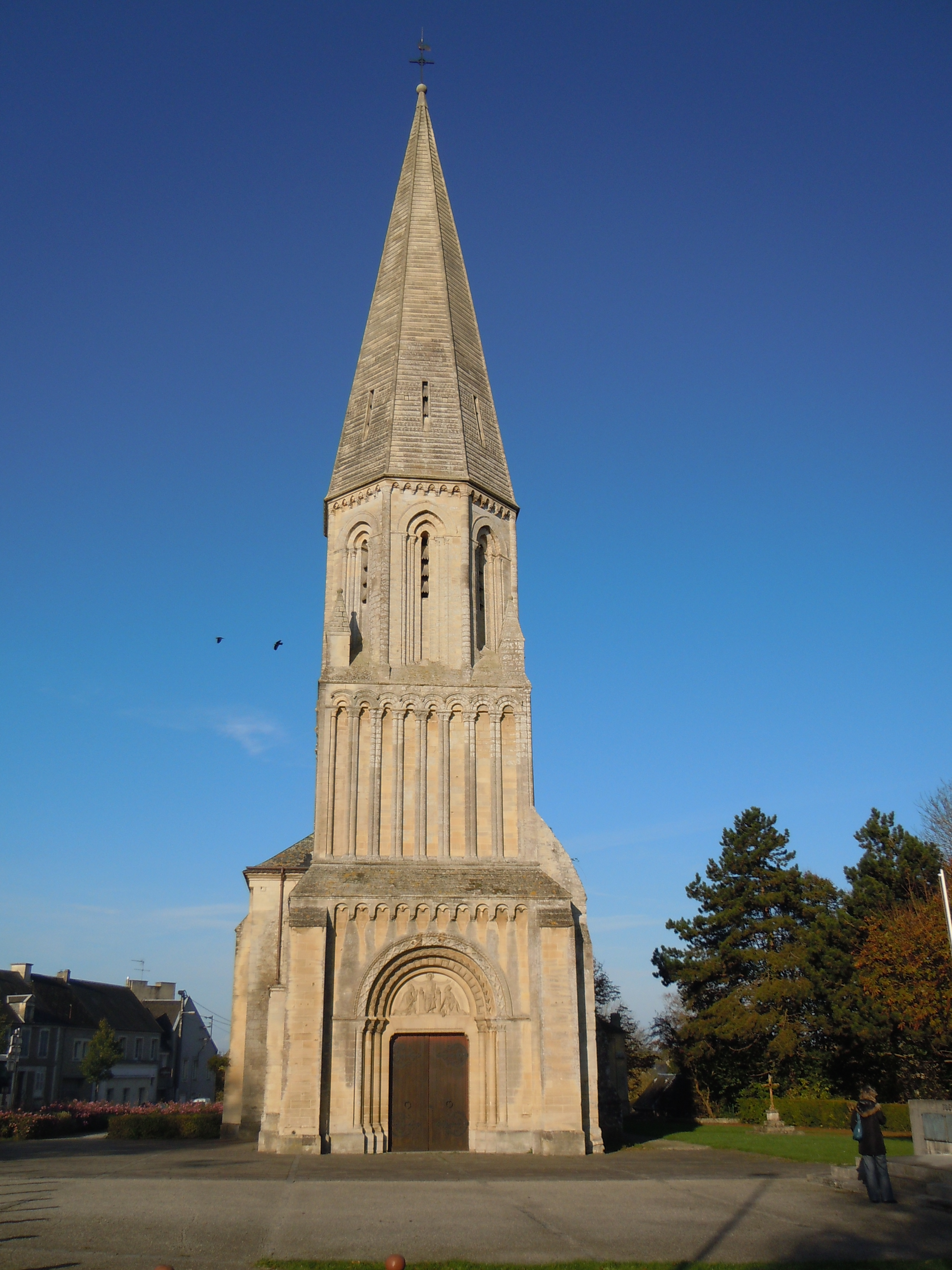
Vue de la tour romane orientée côté est.